# Uaupesia maculicollis
Uaupesia maculicollis là một loài bọ cánh cứng trong họ Chrysomelidae. Loài này được Bowditch miêu tả khoa học năm 1925.